# Stierbach (Kainsbach)
Der Stierbach  ist ein knapp zwei Kilometer langer Mittelgebirgsbach im Odenwald und ein rechter und östlicher Zufluss des Kainsbaches im hessischen Odenwaldkreis.

## Geographie

### Verlauf
Der Stierbach  entspringt im Odenwald auf einer Höhe von etwa 325 m ü. NN in einer Wiese westlich des Brombachtaler Ortsteils Böllstein. 
Er fließt zunächst in nordwestlicher Richtung durch eine Wiese am Südrand eines kleinen Mischwaldes am Nordhang des Schnellerts (350,2 m ü. NN) entlang und  mündet schließlich, kurz nachdem er die Erbacher Straße unterquert hat, im Brensbacher Weiler Stierbach auf einer Höhe von etwa 195 m ü. NN von rechts in den Kainsbach. 
Sein 1,8 Kilometer langer Lauf endet etwa 130 Höhenmeter unterhalb seiner Quelle, er hat somit ein mittleres Sohlgefälle von circa 72 ‰.

### Flusssystem Gersprenz
- Fließgewässer im Flusssystem Gersprenz